# Michael Artin
Pour les articles homonymes, voir Artin.
Michael Artin, né en 1934 à Hambourg, est un mathématicien américain et un professeur émérite du Massachusetts Institute of Technology, connu pour ses contributions à la géométrie algébrique et reconnu comme un des plus éminents professeurs dans ce domaine.

## Biographie
Artin naît en 1934 à Hambourg, en Allemagne, de Natascha Artin Brunswick, mathématicienne et photographe, et Emil Artin, éminent algébriste du XXe siècle. La famille migre en Indiana en 1937 après que son père a démissionné à cause de la Loi allemande sur la restauration de la fonction publique du 7 avril 1933.
Michael Artin fait ses études à l'université de Princeton, où il reçoit un A.B. en 1955 ; il par ensuite pour l'université Harvard, où il soutient un Ph.D. en 1960 sous la direction d'Oscar Zariski,.
Dans les années 1960, Artin vient à l'Institut des hautes études scientifiques en France, contribuant au quatrième volume du Séminaire de géométrie algébrique du Bois Marie, sur la théorie des topos et de la cohomologie étale. Son travail sur le problème de la caractérisation des foncteurs représentables dans la catégorie des schémas le conduit au théorème d'approximation d'Artin (en) dans une algèbre locale.

## Distinctions
- 1992 : docteur honoris causa de l'université d'Anvers[4]
- 2013 : lauréat avec George Mostow du prix Wolf de mathématiques